# Краснов, Александр Васильевич
Александр Васильевич Краснов (1866—1911) — российский астроном, профессор по кафедре астрономии и геодезии Варшавского университета.

## Биография
Учился в царицынской мужской Александровской гимназии, затем в Казанском университете. В 1892 году А. В. Краснов окончил Казанский университет и был оставлен там продолжить академическую карьеру. В 1893 году находился в заграничной командировке в Геттингене (у проф. W. Schur) и в Париже (у проф. F. Tisserand и H. Poincaré в Сорбонне и М. Levy в Collège de France). С июня 1894 года он в должности астронома-наблюдателя и одновременно приват-доцент. В 1895 году А. В. Краснов стал магистром астрономии за работу по физической либрации Луны на гелиометре Репсольда. А. В. Краснов наблюдал также двойные звёзды, планеты — гиганты и малую планету 247. А. В. Краснов выполнил ряд работ по гравиметрии. Вместе со своим учителем Д. И. Дубяго Краснов выполнил наблюдения солнечного затмения 28 июля 1896 г. на Новой Земле. Кроме того они проводили определения широты, точного времени и гравиметрические наблюдения на Новой Земле, в Соловецком монастыре, в Великом Устюге, Вологде и Москве. В период с 1895 по 1898 гг. выполнил 112 измерений лунного кратера Мёстинг А. В 1898 году Александр Васильевич Краснов получил приглашене на должность профессора астрономии в Варшаву. Он стал основателөм Варшавской астрономической обсерватории.

## Труды
- Об одном способе получения интеграла Якобиева уравнения для движения луны «Труды Астрон. Обсер. Казан. Унив.», № Х)
- Теория солнечных неравенств в движении луны «Известия Казан. Физ.-Мат. Общ.», 1895—магистерская диссертация, премированная русск. астрон. общ.
- Применение способа Якоби к рассмотрению геоцентрической орбиты луны «Варш. Унив. Изв.», 1899—докторская диссертация
- Апсидная кривая и особенные решения дифф. уравнения геоцентрической орбиты луны «Варшавские Унив. Изв.», 1900
- Ueber singuläre Auflösungen der Diff.-Gleichung der geocentr. Mondhahn «Astron. Nachrichten», 3773
- Ueber die Herleitung der Hill’schen Lösung für die Mondbewegung unmittelbar aus der Jacobi’schen Gleichung «Astron. Nachrichten», т. 170
- Заметки касательно промежуточных орбит луны «Astron. Nachrichten», тт. 146, 148
- Определение тяжести для астрономич. обсерв. казан. унив. «Труды Обсерв.», № IX
- Определения тяжести на севере России в Helmert’s «Bericht über relative Schweremessungen», Leyde, 1901
- Конспекты публичных чтений по астрономии «Изв. Казан. Физ.-Мат. Общ.», 1895
- Коперникова реформа планетной астрономии «Труды Варшав. съезда преподавателей матем. и физики», 1902

## Память
В честь Краснова назван ударный кратер на Луне.